# Långdolpen (Mörsils socken, Jämtland)
Långdolpen är en sjö i Åre kommun i Jämtland och ingår i Indalsälvens huvudavrinningsområde.